# 圣萨尔维
圣萨尔维（法語：Saint-Salvy，法語發音：[sɛ̃ salvi]）是法国洛特-加龙省的一个市镇，属于阿让区。

## 地理
圣萨尔维（44°17'59"N, 0°26'17"E）面积9.26 平方千米，位于法国新阿基坦大区洛特-加龍省，该省份为法国西南部内陆省份，北起多爾多涅省，西接吉倫特省和朗德省，南至热尔省，东临塔恩-加龙省和洛特省。
与圣萨尔维接壤的市镇（或旧市镇、城区）包括：巴藏、布朗、弗雷日蒙、加拉皮扬、拉塞佩德、普赖萨斯。

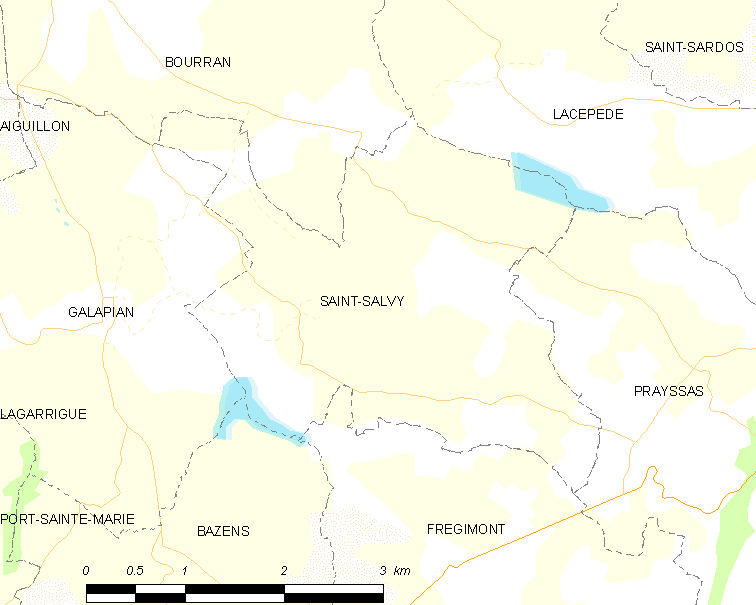
圣萨尔维的OSM定位图

圣萨尔维的时区为UTC+01:00、UTC+02:00（夏令时）。

## 行政
圣萨尔维的邮政编码为47360，INSEE市镇编码为47275。

## 政治
圣萨尔维所属的省级选区为汇流县。

## 人口

1962-2008年间圣萨尔维人口变化图示

圣萨尔维于2022年1月1日时的人口数量为200人。